# Xã Mendota, Quận LaSalle, Illinois
Xã Mendota (tiếng Anh: Mendota Township) là một xã thuộc quận LaSalle, tiểu bang Illinois, Hoa Kỳ. Năm 2010, dân số của xã này là 7.534 người.